# (260) Губерта
(260) Губерта (лат. Huberta) — крупный астероид главного пояса, который был открыт 3 октября 1886 года австрийским астрономом Иоганном Пализой в обсерватории города Вены и назван в честь Святого Губерта.

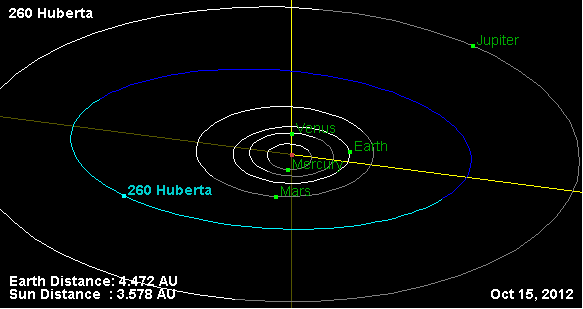
Орбита астероида Губерта и его положение в Солнечной системе